# Гаитяно-доминиканские отношения
Гаитяно-доминиканские отношения — двусторонние дипломатические отношения между Республикой Гаити и Доминиканской Республикой. Протяжённость государственной границы между странами составляет 376 км.

## История
Доминиканская Республика географически расположена на одном острове с Республикой Гаити, отношения с которой редко находятся на высоком уровне. В XIX веке Гаити неоднократно вторгалась на территорию Доминиканской Республики. Кроме того, доминиканцы, как правило, рассматривают Гаити как страну нецивилизованных африканцев, а себя считают латиноамериканцами и европейцами. Когда на Гаити начинаются беспорядки, доминиканское правительство обычно мобилизует вооружённые силы и направляет их к границе. Гаитянские политики попавшие в опалу у себя на родине, часто переезжают жить в Санто-Доминго, где продолжают заниматься диссидентской и партизанской деятельностью. Правительство Доминиканской Республики часто пыталось повлиять на политическую жизнь Гаити. Граница между двумя странами часто бывает закрыта: на протяжении многих лет более высокие зарплаты и лучшие условия жизни побуждали гаитян переезжать жить в Доминиканскую Республику. Население Доминиканской Республики негативно относилось к переселенцам из соседнего государства, но в то же время они зависели от их низкооплачиваемого труда. Особенно актуальна дешевая рабочая сила из Гаити во время сбора сахарного тростника, когда тысячи гаитян доставляются на плантации на грузовиках, где живут в трудовых лагерях, а затем их отвозят обратно (хотя некоторые отказываются возвращаться и остаются жить в Доминиканской Республике). Подобная практика осуждалась на мировой арене, так как рассматривались нарушения прав гаитян в этих трудовых лагерях. Между Гаити и Доминиканской Республикой налажены торговые отношения, которые находятся на невысоком уровне. Из-за расовых, культурных и социальных различий между странами сомнительно, что отношения станут когда-нибудь дружественными.
Доминиканская Республика является второй по важности страной для Гаити, поскольку страны имеют общую границу, но при этом испытывают друг к другу амбивалентные чувства. Гаити поставляла дешевую рабочую силу в Доминиканскую Республику, в основном для сбора урожая сахарного тростника. В течение многих поколений гаитяне неофициально пересекали границу Доминиканской Республики в поисках работы. По оценкам, в Доминиканской Республике проживало около 250 000 жителей гаитянского происхождения. Большой приток чернокожего населения с соседней страны побудил президента Доминиканской Республики Рафаэль Трухильо организовать печально известную резню гаитян в 1937 году. Вопрос демаркации государственной границы также являлся предметом спора. Доминиканские товары занимали определенные ниши в экономике Гаити, что подрывало производство определенных видов товаров на Гаити и сокращая их потребление на внутреннем рынке. Кроме того, изгнанные гаитянские политики охотно искали убежища в Доминиканской Республике, и пользуясь поддержкой этой страны предпринимали усилия для свержения действующего правительства Гаити.
В 2010 году на Гаити произошло разрушительное землетрясение. Правительство Доминиканской Республики активно начало помогать соседнему государству в разрешении сложившегося гуманитарного кризиса после землетрясение, что привело к улучшению отношений между странами. В 2010-х годах доминиканцев гаитянского происхождения насчитывалось около 210 000 человек. Много жителей Гаити перебралось в соседнюю страну после разрушительного землетрясения 2010 года. В 2012 году военные Доминиканской Республики депортировали около 47 000 гаитян, а в 2011 году 21 000 человек. Правительство Гаити возмущается таким решением и отзывало своего посла в Доминиканской Республике для консультации. В 2013 году Доминиканская Республика внесла изменения в закон о гражданстве, что усложнило пребывание гаитянских эмигрантов в стране и многие из них были вынуждены уехать обратно. Согласно закону, если дети родились у незаконно прибывших эмигрантов, то они должны лишаться гражданства Доминиканской Республики, в результате около 200 000 человек оказались в трудной жизненной ситуации. В 2015 году 17 000 доминиканцев гаитянского происхождения были депортированы из страны. В 2015 году в Доминиканской Республике проживало около 112 000 мигрантов из Гаити.

## Торговые отношения
В 2015 году Доминиканская Республика экспортировала товаров на Гаити на сумму 2 млрд долларов США, а Гаити поставила в соседнюю страну товаров на сумму 51,3 млн долларов США.